# Усенов, Идрис
Идрис Усенов (каз. Ідіріс Үсенов; 1896, аул Тума, Калмыковский уезд, Степное генерал-губернаторство, Российская империя — 1976, село Орлик, Индерский район, Гурьевская область, Казахская ССР) — старший табунщик колхоза «Передовик» Испульского района Гурьевской области, Казахская ССР. Герой Социалистического Труда (1948).

## Биография
Родился в 1896 году в крестьянской семье в ауле Тума Калмыковского уезда. С раннего возраста занимался выпасом скота. В 1929 году был одним из организаторов колхоза «Передовик» Испульского района с усадьбой в селе Орлик. Трудился в колхозе табунщиком, старшим табунщиком.
Ежегодно показывал высокие трудовые результаты в коневодстве, выращивая в среднем по 91 жеребят от ста конематок. В годы Великой Отечественной войны вырастил 160 коней для нужд фронта.
В 1947 году вырастил 56 жеребят от 56 конематок. Указом Президиума Верховного Совета СССР от 23 июля 1948 года удостоен звания Героя Социалистического Труда за «получение высокой продуктивности животноводства в 1947 году при выполнении колхозом обязательных поставок сельскохозяйственных продуктов и плана развития животноводства» с вручением ордена Ленина и золотой медали «Серп и Молот» (№ 2459).
В последующие годы продолжал показывать высокие трудовые результаты. В 1955—1957 годах вырастил 272 жеребят от 276 конематок.
Неоднократно участвовал в работе ВДНХ в Москве.
После выхода на пенсию в 1960 году проживал в селе Орлик Индерского района. С 1968 года — персональный пенсионер союзного значения. Умер в 1976 году.
Память
Его именем названа улица в селе Орлик Индерского района.
Награды
- Герой Социалистического Труда
- Орден Ленина
- Медаль «За доблестный труд в Великой Отечественной войне 1941—1945 гг.» (06.06.1945)
- Малая серебряная медаль ВСХВ (1958)
- Почётная Грамота Верховного Совета Казахской ССР — дважды (1943, 1957)
- Отличник социалистического сельского хозяйства (1943)